# Die Unberührten
Die Unberührten ist ein Roman von Robert Schneider, der als letzter Band der rheintalischen Trilogie im Jahr 2000 im Knaus-Verlag erschienen ist. 

## Inhalt
Die Geschichte der „Unberührten“ beginnt 1922 im kleinen Dorf St. Damian im Vorarlberger Rheintal. Die siebenjährige Antonia wächst mit ihren drei Schwestern in einem von Armut geprägten ländlichen Ambiente auf. Die Not und Tristesse dieses Lebens werden jedoch von zwei Seiten durchkreuzt: Zum einen der Zärtlichkeit des Vaters, der seine geliebten Frauen soweit verehrt, dass er ihnen jeden Wunsch von den Lippen abzulesen versucht, zum anderen von Antonias überbordender Phantasie, die aus dem Inneren produziert, was die Außenwelt nicht bieten kann. Darüber hinaus ist Antonia mit einer weiteren Gabe gesegnet, die wenig in das bäuerliche Umfeld passen will: mit einer anmutigen und glasklaren Sopranstimme. 
Die kärgliche und doch reiche Welt zerbricht schließlich an den Ansprüchen des Vaters, denjenigen seiner Frau und seinen Töchtern nachzukommen. Der schließlich hoch verschuldete Vater verschwindet über Nacht, der Hof wird versteigert, die Mutter stirbt, und Antonia wird an einen Menschenhändler verkauft. Nach dieser Wendung, die allein schon durch den noch im Deutschland und Österreich des 20. Jahrhunderts üblichen Handel mit Kindern zu überraschen vermag, wird das dörfliche Idyll nun gegen eine Odyssee, eine Abenteuerreise vertauscht, die Antonia schließlich nach New York gelangen lässt.
Dort erlebt die Heldin der Geschichte dann zusammen mit Balthasar, dem sie auf der Reise begegnet ist, die urbane Variante des Elends. In New York führt das Vorarlberger Mädchen nun einen Überlebenskampf in Prostitution, Obdachlosigkeit und der partiellen Betäubung durch Rauschmittel. Dem Schmutz und dem dunklen Abgrund menschlicher Verhaltensweisen, der die dörfliche Armut rückblickend paradiesisch erscheinen lässt, steht konterkarierend die Sprache Schneiders gegenüber, die elaboriert und üppig Bilder zu schaffen vermag, die von einzigartiger Schönheit gerade darin zu sein scheinen, Elend und Verzweiflung einzufangen. 